# HMS Gloucester (62)
El HMS Gloucester (62) fue el segundo crucero ligero de la Real Marina Británica perteneciente a la clase Town que tuvo amplia participación en la fase inicial de la Segunda Guerra Mundial, en el escenario del Mediterráneo; en la que fue atacado y hundido por bombardeo aéreo alemán durante el transcurso de la Batalla de Creta, el 22 de mayo de 1941.
Su hundimiento en el cual se perdió el 89% de total de su tripulación es considerado como una de las grandes tragedias en tiempo de guerra de la Real Marina Británica.

## Historial operativo
El HMS Gloucester fue botado el 19 de octubre de 1937 y entró en servicio el 31 de enero de 1939, su nombre fue en remembranza de la ciudad homónima y fue la décima unidad en llevar dicho nombre, su apodo coloquial era El luchador G.
Fue enviado a la base de las Indias Orientales como parte de la IV flota de cruceros al mando del contraalmirante Ralph Leathem,  su primer capitán fue Frederick Rodney Garside, el Gloucester no volvería jamás a Inglaterra.  
Realizó patrullas en la Bahía de Bengala en el Océano Índico en la lucha contra el contrabando. En noviembre de 1939 fue enviado a Sudáfrica, entre la isla de Madagascar y las islas Seychelles en la búsqueda del Acorazado de bolsillo Admiral Graf Spee. Entre enero y abril de 1940 permaneció en el área del Índico y en marzo fue enviado a Alejandría vía Canal de Suez como refuerzo en previsión de las acciones de la Regia Marina Italiana contra los convoyes aliados que aprovisionan Libia.
El 12 de junio de 1940 atacó junto al HMS Liverpool el puerto de Tobruk hundiéndo un dragaminas italiano.
En julio protegió a los convoyes destinado a la isla de Malta y el 8 de ese mes fue bombardeado recibiendo daños en el puente del compás que le causaron baja a 17 marinos, incluido su capitán Rodney.
A pesar de los daños recibidos el Gloucester aún siguió en condición operativa y asumió el mando ese mismo 8 de julio,  el teniente Reginald Percy Tanner,  participando en la Batalla de Calabria contra la flota italiana. Posteriormente retornó a Alejandría para realizar reparaciones y entregó el mando. 
El 19 de julio de 1940 asumió el mando el capitán Aubrey Henry Rowley.
Pasó el resto de 1940 entre el mar Egeo y Alejandría escoltando convoyes hacía Creta (Bahía de Suda) y Malta.

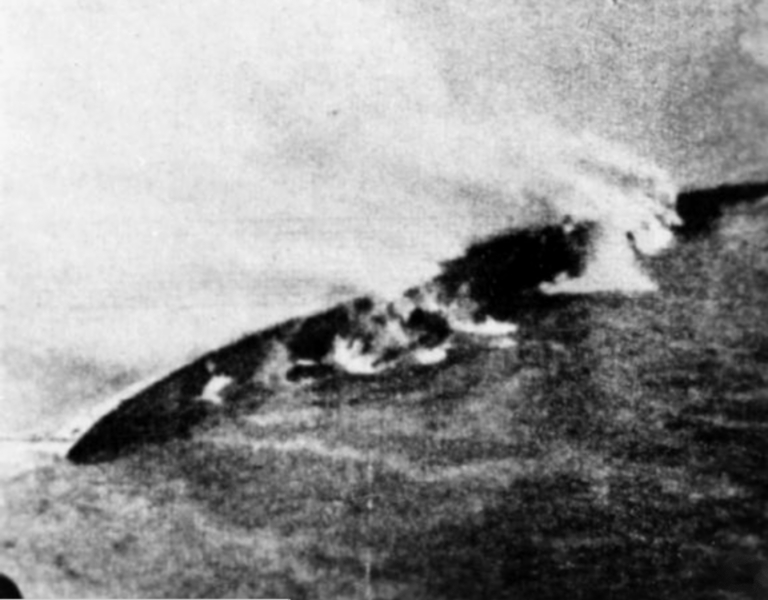
Dramática fotografía tomada por los alemanes al HMS Gloucester hundiéndose.

En los inicios de 1941  protege los transportes de soldados desde Gilbraltar a Malta, el 10 de enero se une a la fuerza F en las misiones a Malta siendo esta fuerza sometida a incesantes bombardeos aéreos y algunas unidades son dañadas por minas magnéticas.
El HMS Gloucester participó en la Operación Excess que coordinaba varios convoyes simultáneos a Malta, algunos de estos fueron bombardeados por aviones de picado, en una ocasión el HMS Gloucester fue tocado por una bomba a popa que no explotó; sin embargo, el HMS Southampton fue alcanzado por 2 bombas que lo devastaron, el HMS Gloucester rescató a los sobrevivientes y torpedeó al HMS Southampton para evitar su posible captura. 
Fue enviado a las costas de África del Norte para misiones de bombardeo.
El 26 de marzo es enviado a la Bahía de Suda para interceptar unidades italianas, en ese intertanto el crucero HMS York fue atacado por lanchas torpederas y resultó semihundido.
El 28 de marzo tomó parte en la Batalla de Matapán, el 26 de abril bombardea Trípoli recibiendo una bomba que le produjo daños menores y el 24 de abril se unió a la Fuerza K con base en Malta donde dichas unidades que componen la fuerza son incesantemente objeto de ataques aéreos alemanes e italianos.
El 22 de mayo de 1941, navegando al norte de Creta, con escaso combustible y parque de municionamiento el HMS Gloucester junto al HMS Fiji fueron enviados a rescatar a los sobrevivientes del HMS Greyhound , escolta del acorazado HMS Warspite en el canal de Antykithera, este destructor estaba gravemente dañado por masivos ataques aéreos, tanto el HMS Fiji como el HMS Gloucester al ingresar al área se enfrentaron a incesantes y nutridos ataques aéreos que rechazaron una y otra vez hasta agotar municiones y combustible, momento en el que el Gloucester quedó muy vulnerable.  El HMS Gloucester recibió cuatro bombas procedentes de aviones en picado Ju 87 Stuka pertenecientes al grupo III/St.G2 y Ju 88 del grupo 3/St.G1 con base en el Peloponeso que desmantelaron el costado del HMS Gloucester provocando el vuelco y hundimiento con la pérdida de 806 marinos incluido su capitán Aubrey Henry Rowley, solo sobrevivieron 85 de ellos.  El HMS  Fiji también resultó hundido.